# Gnophos canitiaria
Gnophos canitiaria là một loài bướm đêm trong họ Geometridae.